# Dezső Lemhényi
Dezső Lemhényi (Budapest, 9 dicembre 1917 – Budapest, 4 dicembre 2003) è stato un pallanuotista ungherese, vincitore di una medaglia d'oro all'olimpiade di Helsinki 1952 ed una d'argento a Londra 1948.
Era il marito di Olga Tass-Lemhényi.